# Bert De Waele
Bert De Waele (født 17. juli 1975 i Deinze) er en belgisk tidligere professionel landevejscykelrytter.